# Австралія на літніх Олімпійських іграх 1896
Австралія вперше брала участь на літніх Олімпійських іграх 1896 та була представлена одним спортсменом у двох видах спорту. За підсумками змагань команда посіла восьме місце в загальнокомандному медальному заліку, а також встановила два олімпійські рекорди у легкій атлетиці.

## Медалісти

### Золото
| Золото |            |                                     |
| №      | Спортсмени | Вид спорту (дисципліна)             |
| 1      | Тедді Флек | Легка атлетика (біг на 800 метрів)  |
| 1      | Тедді Флек | Легка атлетика (біг на 1500 метрів) |

## Результати змагань

### Легка атлетика
| Змагання    | Спортсмени | Попередній раунд | Попередній раунд | Фінал     | Фінал |
| Змагання    | Спортсмени | Результат        | Місце            | Результат | Місце |
| ----------- | ---------- | ---------------- | ---------------- | --------- | ----- |
| 800 метрів  | Тедді Флек | 2:10,0 OR        | 1                | 2:11,0    | 1     |
| 1500 метрів | Тедді Флек |                  |                  | 4:33,2 OR | 1     |
| Марафон     | Тедді Флек |                  |                  | DNF       | —     |

### Теніс
Курсивом  виділені пари, чиї результати були зараховані змішаної команді. 
| Змагання         | Спортсмени                        | Перший раунд                        | Другий раунд       | Півфінал                                                         | Фінал              |
| Змагання         | Спортсмени                        | Суперник Результат                  | Суперник Результат | Суперник Результат                                               | Суперник Результат |
| ---------------- | --------------------------------- | ----------------------------------- | ------------------ | ---------------------------------------------------------------- | ------------------ |
| Одиночний розряд | Тедді Флек                        | Арістідіс Акратопулос (GRE) програв | не пройшов         | не пройшов                                                       | не пройшов         |
| Парний розряд    | Тедді Флек Джордж Робертсон (GBR) |                                     |                    | Діонісіос Касдагліс (GRE) Деметріос Петрококкінос (GRE) програли | не пройшли         |